# Federazione calcistica del Messico
La Federazione calcistica messicana, nota con l'acronimo FEMEXFUT, è l'organo che gestisce il calcio in Messico. Organizza il campionato messicano e l'attività della Nazionale messicana.
I quattro livelli professionistici di calcio in Messico sono, a partire dal primo:
- Primera División
- Primera División "A"
- Segunda División
- Tercera División

## Storia

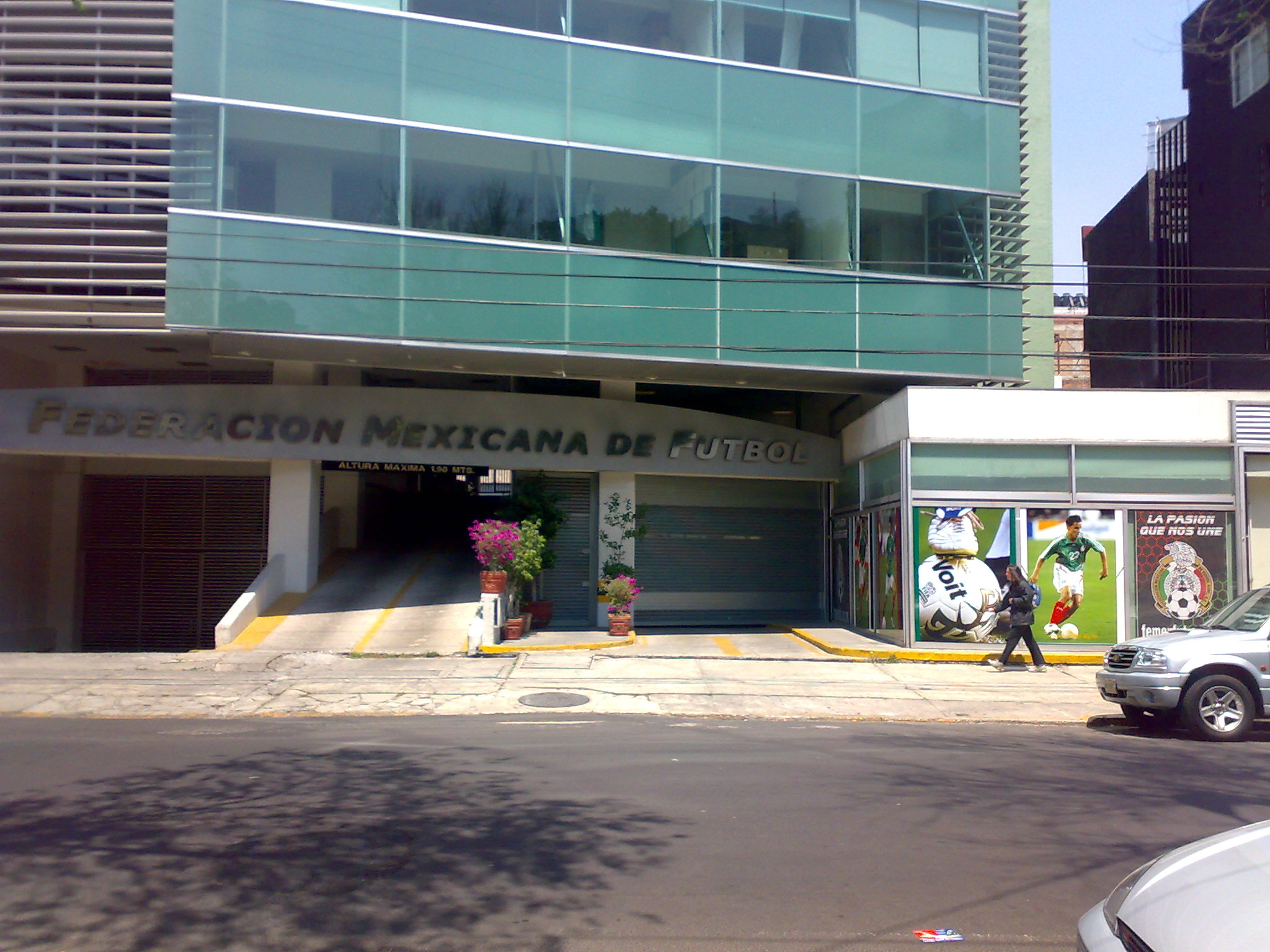

La FEMEXFUT è associata alla federazione del Nord America CONCACAF sin dalla fondazione avvenuta nel 1961 ed è affiliata alla FIFA dal 1929.

## Titoli e riconoscimenti
Fra i titoli e meriti che la federazione può vantare vi sono:
- 17 partecipazioni alla Coppa del mondo di calcio con la Nazionale di calcio del Messico, raggiungendo il suo miglior posizionamento nelle due edizioni casalinghe del 1970 e 1986, sesto posto.
- 1 FIFA Confederations Cup, ottenuta vincendo la edizione casalinga del 1999), e terzo posto ottenuto nella edizione del 1995.
- 12 Coppe Oro CONCACAF, torneo continentale nordamericano organizzato dalla CONCACAF, ottenute nelle edizioni 1965, 1971, 1977, 1993, 1996, 1998, 2003, 2009, 2011, 2015, 2019, 2023
- 3 titoli di campione nel Campionato nordamericano, edizioni 1947, 1949 e 1991.
- 2 titoli di vicecampioni CONMEBOL, nelle edizioni della Copa América 1993 e Copa América 2001, torneo continentale sudamericano nel quale sin dal 1993 il Messico è invitato a disputare tale manifestazione.
- 1 titolo di campione olimpico ai Giochi Olimpici di Londra 2012, competizione nella quale la nazionale olimpica ha vinto la medaglia d'oro.
- 7 medaglie d'oro (edizioni 1935, 1938, 1959, 1966, 1990, 2014 e 2023), 6 medaglie d'argento (edizioni 1954, 1962, 1982, 1993, 1998 e 2002) e 1 medaglia di bronzo (edizione 1986) nei giochi centramericani e caraibici.
- 4 medaglie d'oro (edizioni 1967, 1975, 1999 e 2011), 4 medaglie d'argento (edizioni 1955, 1991, 1995 y 2015) e 2 medaglie di bronzo (edizioni 2003 e 2007) nei giochi panamericani).
- 1 coppa del mondo nella categoria degli Under-17, nell'edizione di Perù 2005.
- titolo di vice-campione nella Coppa del mondo nella categoria Under-20, nell'edizione Tunisia 1977, e terzo posto nell'edizione di Colombia 2011.

Con 4 titoli mondiali e 32 tornei continentali, per un totale di 36 titoli ufficiali riconosciuti dalla FIFA, la FEMEXFUT è la seconda federazione più titolata del mondo (primo posto del Brasile).
Attualmente la FIFA riconosce al Messico il merito di essere la rappresentativa nazionale che ha disputato il maggior numero di competizioni ufficiali nella storia della sua fondazione: ben nove tornei. Inoltre la nazionale del Messico è stata la seconda al mondo (dopo la selezione della Costa Rica) ad aver vinto il titolo continentale di due confederazioni diverse, nello specifico il Campionato nordamericano di calcio e la Gold Cup. Tutto ciò fa del Messico la nazionale di calcio più titolata del Nord America e Centro America, anche se tuttora non è riuscita ad aggiudicarsi il titolo mondiale.